# Jill Trenary
Jill Ann Trenary (* 1. August 1968 in Chicago, Illinois) ist eine ehemalige US-amerikanische Eiskunstläuferin, die im Einzellauf startete. Sie ist die Weltmeisterin von 1990.
Im Alter von 16 Jahren zog Trenary nach Colorado Springs um im Broadmoor Skating Club bei Carlo Fassi trainieren zu können. Ihren ersten Erfolg feierte sie 1985, als sie den Titel bei den US-Juniorenmeisterschaften gewann. 1987 wurde sie erstmals US-Meisterin bei den Senioren und das vor der amtierenden Weltmeisterin Debi Thomas. Im selben Jahr bestritt sie in Cincinnati ihre erste Weltmeisterschaft und wurde Siebte, während ihre Landsfrauen Debi Thomas und Caryn Kadavy Silber und Bronze gewannen. Im olympischen Jahr 1988 wurde sie bei den nationalen Meisterschaften Vizemeisterin hinter Thomas. Bei ihren ersten und einzigen Olympischen Spielen belegte sie in Calgary den vierten Platz. Bei der anschließenden Weltmeisterschaft wurde sie Fünfte. Nach dem Rücktritt aller drei Medaillengewinner aus diesem Jahr, Katarina Witt, Elizabeth Manley und Debi Thomas erwartete man von Trenary nun sich ganz vorne zu platzieren. Als amtierende US-Meisterin gewann sie bei der Weltmeisterschaft 1989 in Paris mit Bronze hinter Midori Itō und Claudia Leistner auch ihre erste WM-Medaille. 1990 wurde dann ihr erfolgreichstes Jahr. Zum dritten Mal gewann sie die nationalen Meisterschaften und wurde im kanadischen Halifax auch Weltmeisterin vor Midori Itō und ihrer Landsfrau Holly Cook. Nach diesem Erfolg hatte sie mit einer Knöchelverletzung zu kämpfen, von der sie sich nur schwer erholte. Außerdem wurden die Pflichtfiguren von der ISU abgeschafft, was gerade ihre Stärke gewesen war. So erklärte sie 1991 ihren Rücktritt. Sie wechselte zu den Profis und lief für einige Eisrevues wie Holiday on Ice, bis sie 1997 einen lebensgefährlichen Thrombus in ihrer Schulter entwickelte.
Am 15. Oktober 1994 heiratete Trenary in Minneapolis den Olympiasieger und mehrfachen Weltmeister im Eistanz Christopher Dean. Zusammen haben sie zwei Söhne. Die Ehe wurde 2010 geschieden.

## Ergebnisse
| Wettbewerb / Jahr                | 1987 | 1988 | 1989 | 1990 |
| -------------------------------- | ---- | ---- | ---- | ---- |
| Olympische Winterspiele          |      | 4.   |      |      |
| Weltmeisterschaften              | 7.   | 5.   | 3.   | 1.   |
| US-amerikanische Meisterschaften | 1.   | 2.   | 1.   | 1.   |

## Werke
- Jill Trenary, Dale Mitch: Time of My Life: Jill Trenary: The Day I Skated for the Gold. Simon & Schuster, New York 1989, ISBN 0-671-68315-2.